# Luis Tritscher
Luis Tritscher (6 luglio 2002) è uno sciatore alpino austriaco.

## Biografia
Specialista delle prove veloci originario di Ramsau am Dachstein e nipote di Reinhard, a sua volta sciatore alpino, in Coppa Europa Luis Tritscher ha esordito il 21 dicembre 2020 ad Altenmarkt-Zauchensee in supergigante (57º) e ha conquistato il primo podio il 21 febbraio 2025 a Bjelašnica nella medesima specialità (2º); non ha debuttato in Coppa del Mondo e non ha preso parte a rassegne olimpiche o iridate.

## Palmarès

### Coppa Europa
- Miglior piazzamento in classifica generale: 63º nel 2025
- 1 podio:
  - 1 secondo posto